# Uomini e lupi (film 1957)
Uomini e lupi è un film del 1957 diretto da Giuseppe De Santis e Leopoldo Savona.
Il film è stato girato per esterni completamente in Abruzzo, in particolare nei paesi di Scanno e Pescasseroli. Le riprese esterne, effettuate nel 1956, coincisero con le celebri nevicate del '56 che colpirono tutta l'Italia, ancora oggi ricordate per la loro straordinaria intensità.

## Trama
A Vischio, piccolo borgo dell'Abruzzo, arrivano due lupari, cacciatori professionisti di lupi: uno è Giovanni, che ha con sé la moglie Teresa ed il figlioletto Pasqualino, l'altro Ricuccio, un solitario avventuriero. Entrambi sono attratti dal premio di 20 000 lire per ogni lupo ucciso messo in palio dal Comune. Tra i due si accende subito una rivalità, anche perché Ricuccio manifesta apertamente interesse per Teresa. Dopo alterne fortune nelle battute di caccia ai lupi, Giovanni riesce finalmente ad intrappolarne uno vivo e cerca di catturarlo da solo, allettato dalla possibilità di rivenderlo ad un giardino zoologico, con un guadagno di altre 60 000 lire. Nonostante la insistenze di Teresa, Giovanni si ostina a fare tutto da solo e, assalito dal branco di cui faceva parte il lupo prigioniero, rimane ucciso.
Ciò scatena la reazione di tutti i paesani, che effettuano una massiccia battuta di caccia, durante la quale Ricuccio riesce ad uccidere uno dei lupi. Nel frattempo egli si è legato a Bianca, la figlia di Don Pietro, il maggiorente del paese. Ricuccio e Teresa vanno in giro per i paesi della zona a riscuotere i premi che spettano ai lupari; durante questo viaggio Pasqualino riesce a catturare due cuccioli di lupo, ma Teresa li libera, commossa dall'inseguimento della lupa, madre dei due cuccioli. Un giorno i due sostano presso una ricca famiglia dove si tiene una festa, nel corso della quale Ricuccio chiede a Teresa di legarsi a lui, ma lei lo respinge.
Una notte i lupi assaltano direttamente il paese, facendo strage di animali domestici. Ricuccio li affronta e riesce a catturarne uno vivo. Alla fine dell'inverno Ricuccio lascia il paese e Bianca, insoddisfatta della vita tra quelle montagne ed innamorata dell'uomo, decide di fuggire assieme a lui. Don Pietro però la sorprende e si reca al luogo del loro appuntamento perché vuole vendicare l'onore della figlia uccidendo Ricuccio. Mentre i due si affrontano, interviene Teresa che convince Don Pietro ed accogliere Ricuccio in casa propria come marito di Bianca. Ricuccio si avvia quindi con Don Pietro verso il paese, ma poco dopo ci ripensa e, riuscendo a sfuggire alle fucilate dell'anziano possidente, raggiungerà Teresa, nella quale alla fine prevale l'amore verso di lui, e Pasqualino, che già lo ha accolto come nuovo padre.

## Distribuzione
Il film venne distribuito nel circuito cinematografico italiano l'8 febbraio del 1957.

## Critica
(Leo Pestelli, in La Stampa, 10 febbraio 1957)